# Перучица
Перучица (на босненски: Perućica) е девствена гора, запазена в първоначалния си вид още от праисторически времена, една от четирите подобни реликтови гори в Европа. Част от национален парк „Сутеска“ в Босна и Херцеговина близо до границата с Черна гора. С цел опазването ѝ тя е строго охранявана територия и посещението в нея е разрешено само в присъствието на горски пазачи.
Перучица заема площ от 12,91 km². Първото сериозно научно изследване на тази територия е направено през 1938 г. През 1952 г. Югославия дава на 1234 ха от гората статут на „обект за научни изследвания“, който се намира под закрила на държавата, а през 1954 г. към тях са добавени още 200 ха.
Човешката ръка тук никога не е имала влияние върху жизнения цикъл на обитаващите видове. Всички естествени биологични процеси на това място протичат без човешка намеса. Дърветата умират от старост или болести и на тяхно място израстват нови. Тук са съхранени много топлолюбиви европейски видове растения и животни. Голяма част от дърветата са на възраст над 300 години, а за самата гора се смята, че е поне на 20 000 години. По северната граница на гората и във високите ѝ части е имало ледници, доказателство за което днес са морените, циркусите и др.
Флората е представена от голям брой ендемични растения, също бук, ела, келяв габър, множество тревисти растения и храсти – общо над 170 вида дървесни и над 1000 вида храсти и тревисти видове. На много места гората е напълно непроходима.